# Vicat
Vicat — французская компания, производитель цемента, бетона и наполнителей. Основана в 1853 году. Работает в 12 странах мира, базируется в городе Л’Иль-д’Або региона Овернь — Рона — Альпы.

## История
В 1817 году Луи Вика разработал технологию производства искусственного цемента. Его сын, Жозеф Вика (фр.), в 1853 году построил завод по производству такого цемента; он разместился в коммуне Виф департамента Изер, где имелись большие запасы высококачественной глины. В 1863 году зарегистрирована компания SNC Ciments Merceron-Vicat et Cie. В 1922 году построены два первых во Франции крупных цементных завода, в Монтальё-Версьё и Ла-Грав-де-Пей; с их открытием производственные мощности компании выросли до 2,5 млн тонн цемента в год.
Начиная с 1960-х годов компания начала расти за счёт поглощений. Первым приобретением в 1967 году стала компания Société Méditerranéenne des Chaux et Ciments Portland Artificiels. В 1968 году открыт цементный завод в Креши. В 1969 году поглощена компания Société des Ciments de Xeuilley, в 1970 году — компании Ciments de Voreppe et Vouvesse и Ciments de la Porte de France, в 1971 году — компания Ciments de Pont-à-Vendin. Первым зарубежным приобретением стала National Cement Company of America, базировавшаяся в штате Алабама (США). Эти приобретения увеличили производство цемента до 6 млн т в год.
В 1983 году была куплена компания Les Papeteries de Vizille, производитель бумаги; основное предприятие компании в коммуне Визий было расширено для производства мешков для стройматериалов. В 1984 году название компании было упрощено до Vicat SA. В 1987 году куплен цементный завод в Лос-Анджелесе. В 1989 году была куплена французская компания SATM, специализировавшаяся на транспортировке бетона и наполнителей. В 1991 году была куплена турецкая компания Konya Cimento; в 1994 году также в Турции приобретена компания Bastas Baskent, крупнейший производитель цемента в Анкаре. Также в 1994 году был куплен крупнейший производитель цемента в Сенегале, компания SOCOCIM (фр.). В 2001 году была куплена швейцарская компания Vigier (фр.), что увеличило суммарную производительность предприятий Vicat до 15 млн т в год. Следующими приобретениями стали Cementi Centru Sud в Италии и Sinai Cement Company в Египте в 2003 году. В 2004 году был куплен швейцарский производитель бетона и наполнителей Biedermann.
В 2004 году началось строительство цементного завода в Мали, в 2007 году — в Казахстане, в 2008 году — в Индии. В 2010 году был куплен контрольный пакет акций индийской компании Bharathi Cement. В 2014 году также в Индии была поглощена компания Kalburgi Cement. Выход на бразильский рынок состоялся в 2019 году с покупкой Ciplan (Cimento do Planalto).

## Собственники и руководство
Контрольный пакет акций (58,81 %) принадлежит компании Participation financière Industrielle Commerciale Parfininco, контролируемой семьёй Мерсерон-Вика (Merceron-Vicat).
Ги Сидос (Guy Sidos, род. 13 сентября 1963 года) — председатель совета директоров с 2014 года и генеральный директор с 2008 года, в компании с 1999 года, до этого был офицером ВМС Франции.

## Деятельность
Подразделения компании по состоянию на 2023 год:
- цемент — 28,8 млн т, 56 % выручки;
- бетон и наполнители — 10 млн т бетона и 24,3 млн т наполнителей, 34 % выручки;
- другая продукция и услуги — бумага, строительные химикаты, изделия из бетона, транспортные услуги; 10 % выручки.

Производственные мощности состоят из 16 цементных заводов общей номинальной производительностью 39 млн т в год, а также 5 заводов по измельчению сырья, 273 предприятий по замесу бетона и 71 карьера по добыче наполнителей.
Компания работает в 12 странах. Выручка за 2023 год составила 3,9 млрд евро, из них во Франции — 31 %, в остальной Европе (Швейцария и Италия) — 10 %, в США — 18 %, в других странах (Бразилия, Египет, Индия, Казахстан, Мавритания, Мали, Сенегал, Турция) — 41 %.

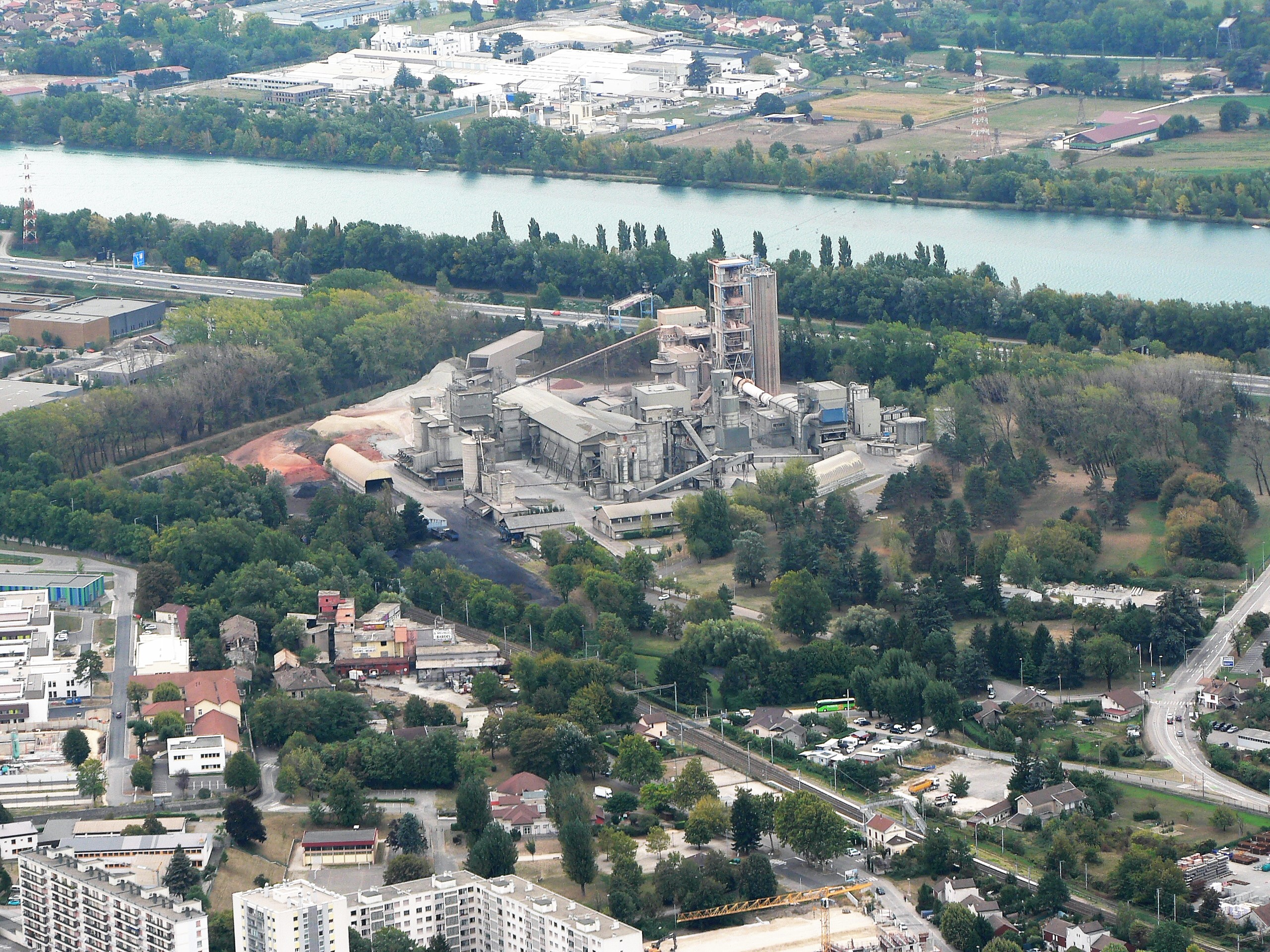
Завод в Сент-Эгрев
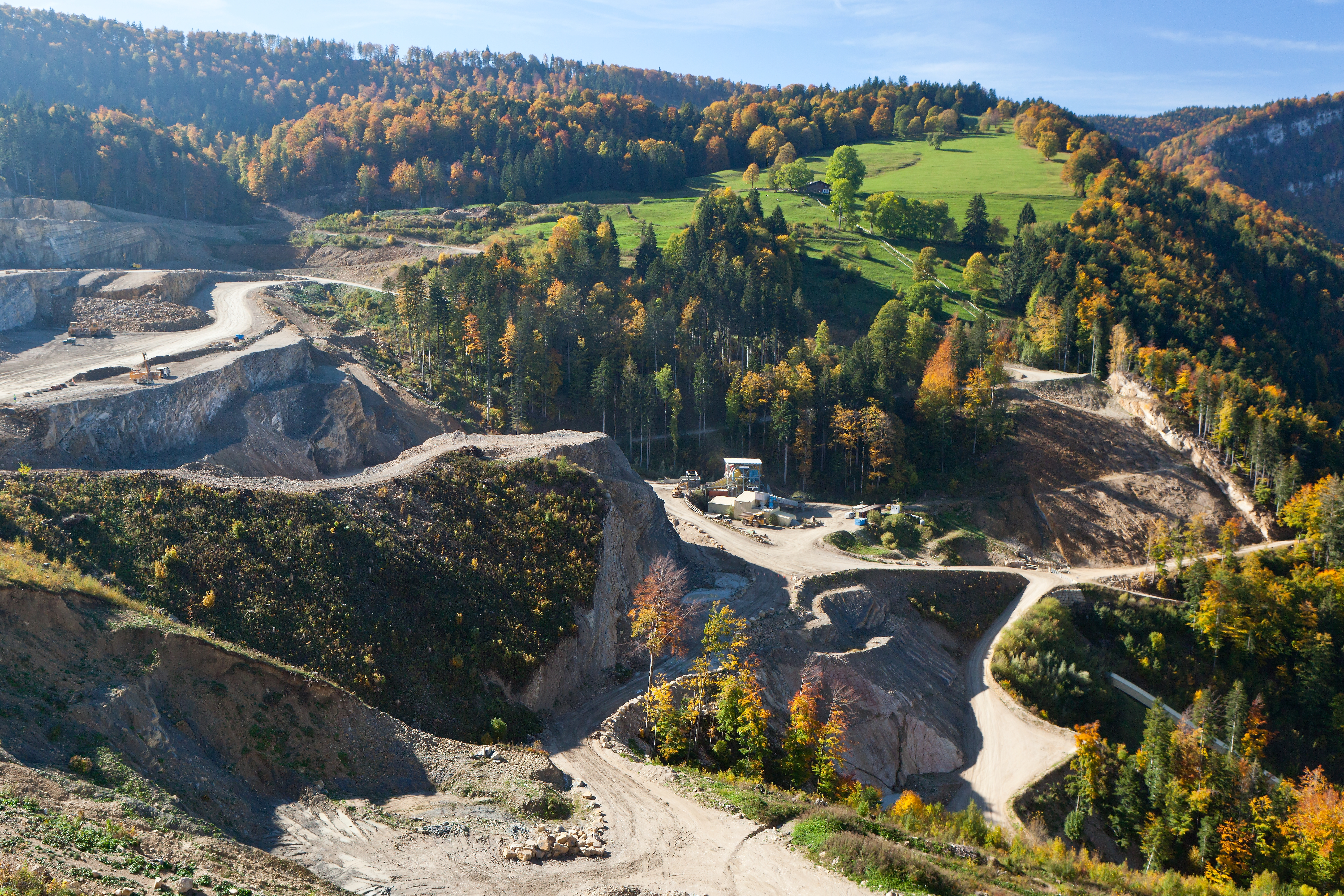
Карьер возле Берна
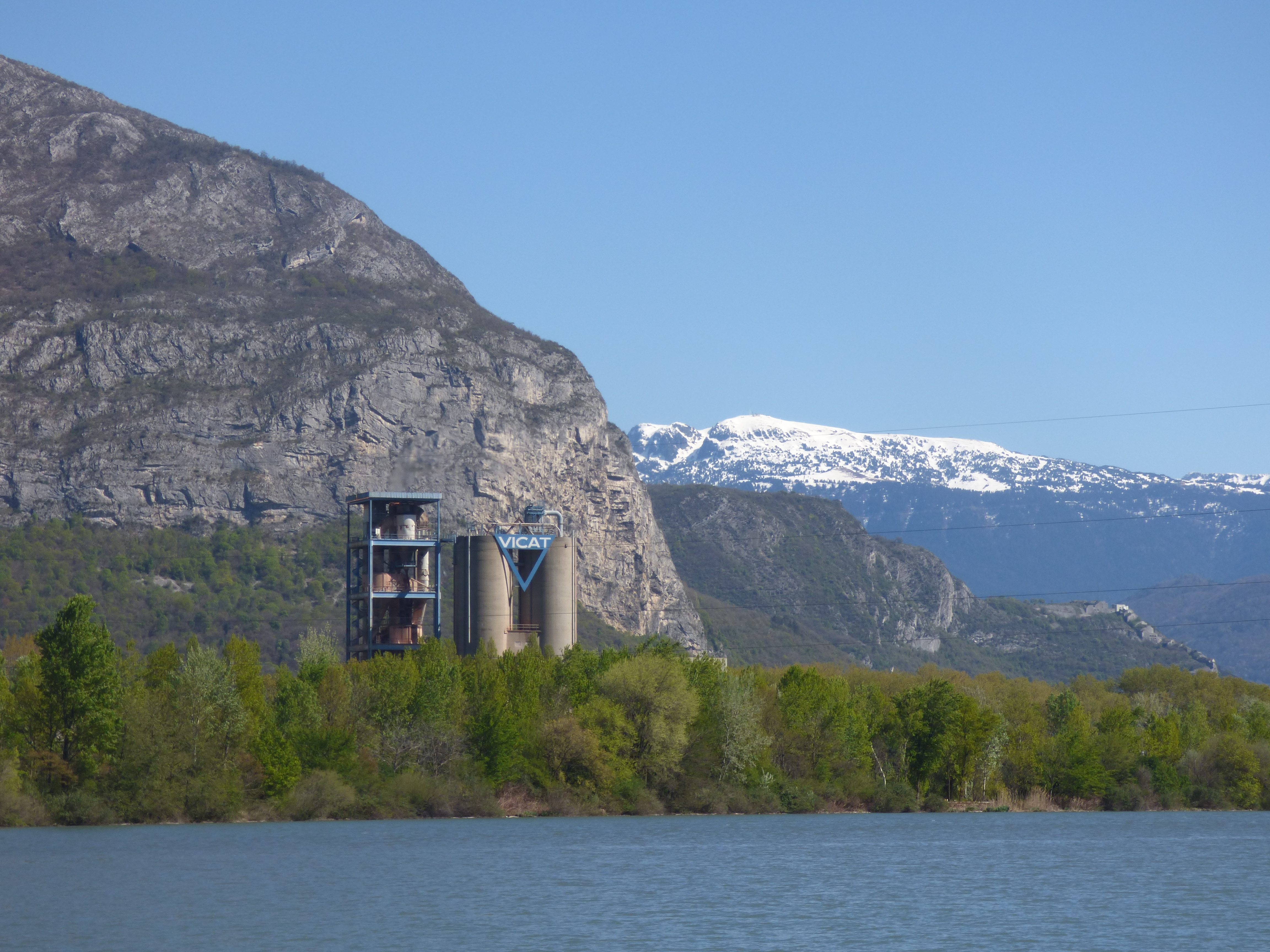
Завод в Сент-Эгрев
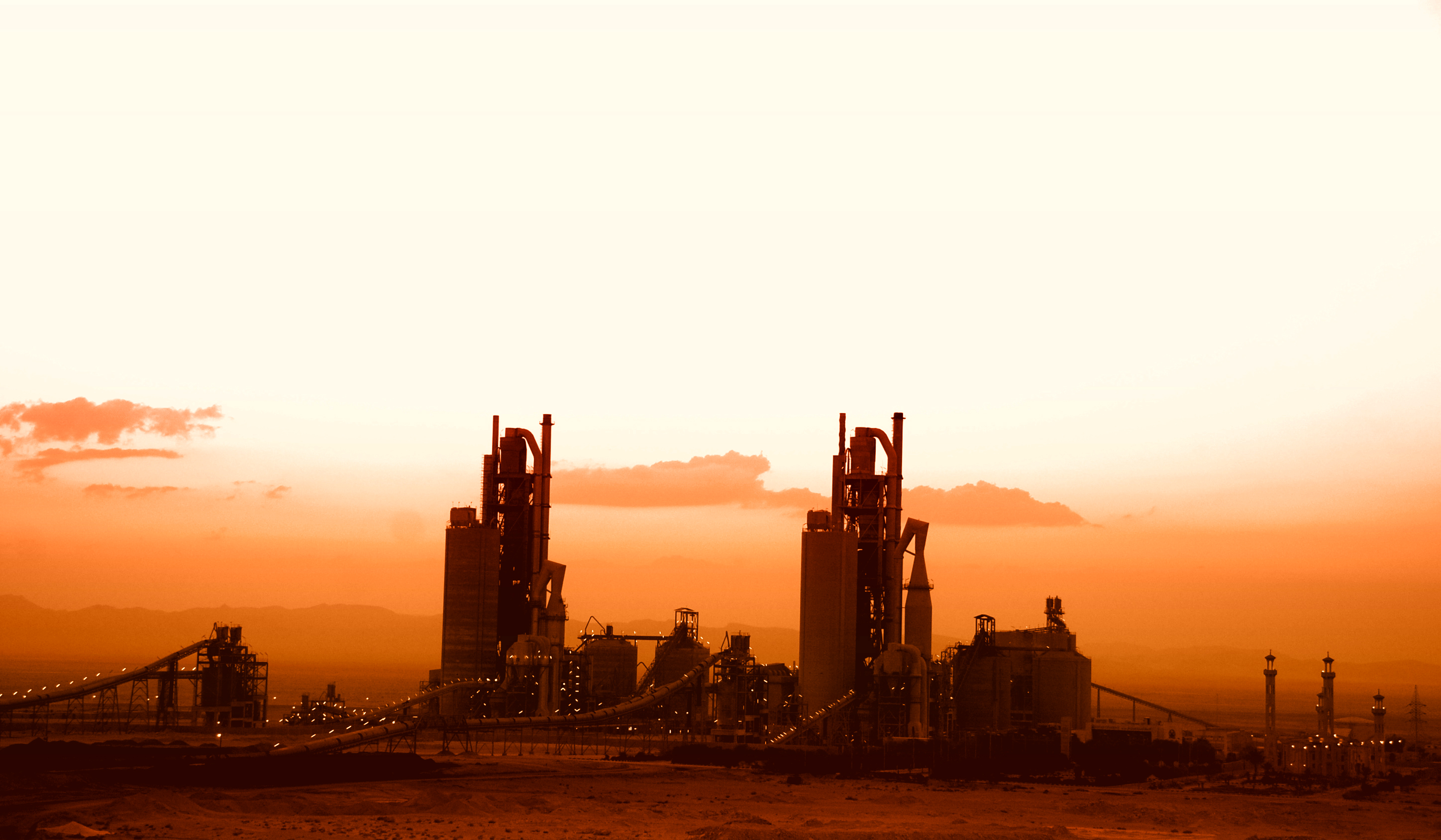
Завод в Египте
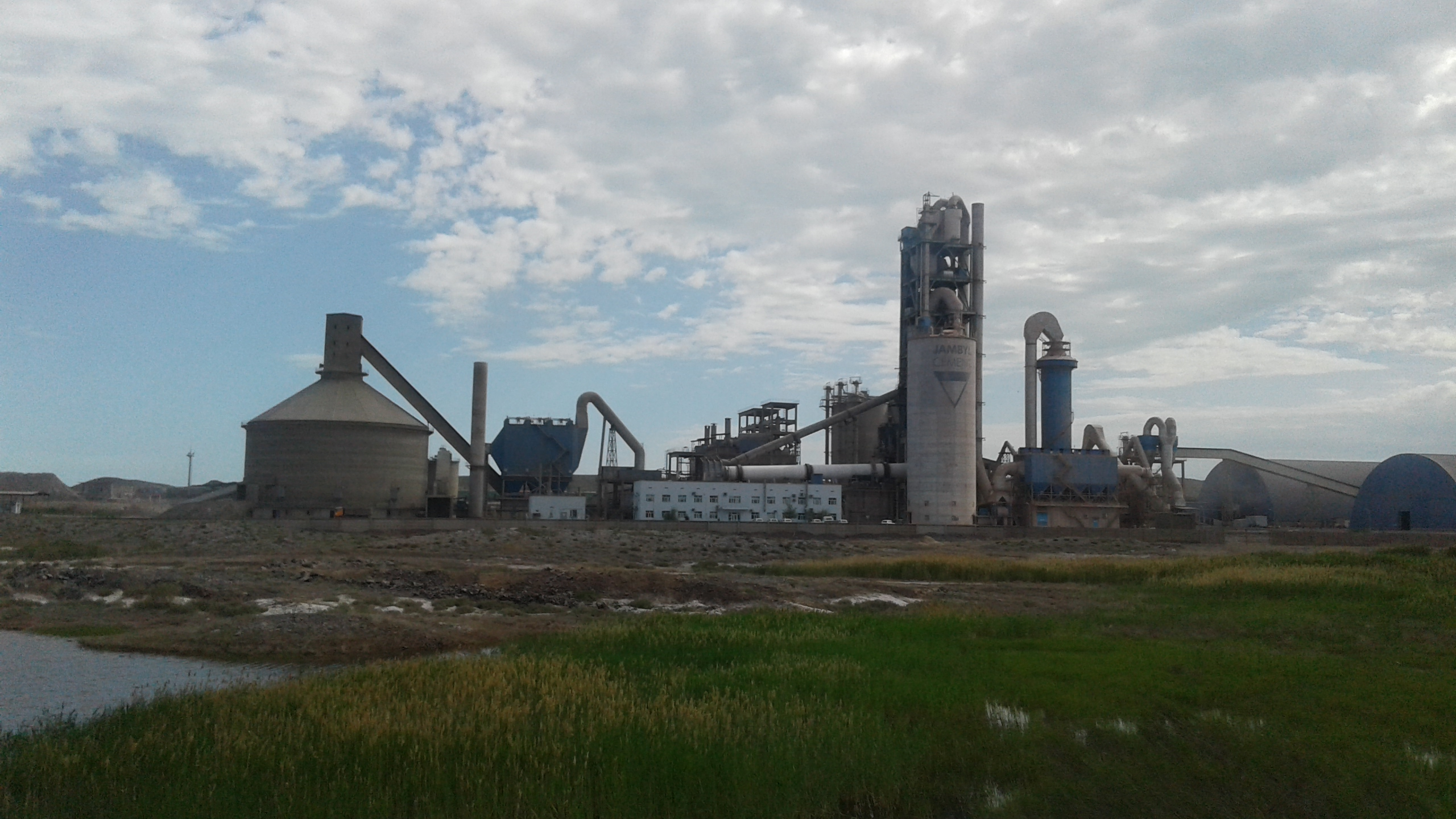
Завод в Жамбылской области